# 赤頭巾ちゃん御用心
「赤頭巾ちゃん御用心」（あかずきんちゃんごようじん）は、1978年2月5日にRVC（現：ソニー・ミュージックレーベルズ）より発売されたレイジーの3枚目のシングル。

## 解説
前作「カムフラージュ」が周囲の期待ほどには売れ行きが伸びず、事務所から「次で売れなければ契約打ち切り」と最終通告されたレイジーが起死回生として発売したシングルで、彼らにとって初の大ヒット曲となった。逆を返せば、レイジーのメンバーたちは「このシングル3枚目が売れなかったら、契約を解除されハードロックバンドに戻れる」と、希望的観測をしていた（特に高崎、樋口）が、希望を裏切られアイドルグループとしての活動を継続させられる羽目になってしまった。その苦い思い出から、再結成後の「ライヴでの演奏封印」に繋がった。
ピンク・レディーの振付師で知られる土居甫による振り付けがつけられ、カラフルな衣装を纏うなど、当時の彼らが要求されていたベイ・シティ・ローラーズ風の路線を色濃く反映した曲となった。20万枚以上の売り上げを記録し、初めてオリコンの全国ランキングにランクインした。1978年3月5日発売のアルバム『This is the LAZY』に収録、ベスト・アルバムにも必ず収録される代表曲である。
一方、元々ハードロックを目指していた当人たちにとっては、この曲は必ずしも望ましいものではなかったようである。この曲のヒットによって本来の路線とは異なるアイドル的なイメージが定着してしまったこと、その後再びヒット曲が少なくなってしまったことも、未だメンバーに複雑な感情を抱かせる要因となっている。
再結成後のライブではこの曲は封印され、冗談でイントロのフレーズが断片的に演奏されることはあっても、きちんとした形で演奏されたことは一度も無い。影山ヒロノブは、自身がパーソナリティを務めていたラジオ番組『ラジオ・スーパーロボット魂』でこの曲が話題に挙がった際に「当時の印象が強すぎるので（完全なハードロックバンドと化した）再結成後は歌えない」と発言している。高崎晃に至っては「この曲を演奏しないこと」を再結成の条件にしたほどである。1999年の渋谷公会堂ライブで影山が「それは次の解散ライブの時にやろう」と発言したが、これも冗談めかした言い方である。
高崎の他に生前の樋口もこの曲を極端に嫌っていたが、影山・井上俊次（生前晩年の田中も）は現在はそこまでは嫌っておらず、高崎や生前の樋口が関係していない場所では歌ったり演奏したりする事がある。この面でも解散時に浮き彫りとなったヘヴィ・メタル志向の高崎・樋口 (LOUDNESS) とポップス・AOR志向の井上・田中（ネバーランド他）の音楽性の違いが表れている。
後年、高崎によると赤頭巾に限って自分達がレコーディングで演奏していない事を暴露。理由について「ある日オケが上がってきて歌だけ入れて、実際、デビュー曲とかは自分らでも演奏してみたんだけど、やっぱりスタジオ・ミュージシャンとかに任せた方が全然上手いし」「ディープ・パープルの曲とかをある程度のレベルで演奏できてもポップスを演奏するのは難しかった。まだみんな下手糞やったんですよ。そこでプロの厳しさを知ったし、シンプルなことほど難しいねんな、と気付かされたわけです」と事務所判断で差し替えされた事を明かしている。
2017年の高崎・影山・井上の対談では、再結成で演奏しないことについて、高崎は「いい曲なんやけど、やらん」「普通にあれをやってるんだったら『ええ曲やね』って思うんやけど、派手なジャンプスーツ着てさ、ピンク・レディーみたいに足をパカパカやったり」と、楽曲自体は評価しつつも、振り付けと衣装に違和感を感じていたことを述べ、影山も「たっかんは、曲だけじゃなくて、衣装とか振付とかその当時の黒歴史がともに甦ってくるのが嫌なんだよね」とその心情に理解を示していた。

## 収録曲
- 両楽曲共に、作詞：杉山政美／作曲・編曲：都倉俊一

1. 赤頭巾ちゃん御用心 [2:51]
2. 恋のピエロ [3:35]

## 収録アルバム
| 曲名               | アルバム             | 発売日       | 備考                  |
| ------------------ | -------------------- | ------------ | --------------------- |
| 赤頭巾ちゃん御用心 | 『This is the LAZY』 | 1978年3月5日 | 1stオリジナルアルバム |
| 恋のピエロ         | 『This is the LAZY』 | 1978年3月5日 | 1stオリジナルアルバム |

## カバー
- 小泉今日子 - アルバム『ナツメロ』収録（1988年）
- OToGi8 - テレビアニメ「オオカミさんと七人の仲間たち」エンディング主題歌（2010年）
- 伊藤静 - オオカミさんと七人の仲間たち『キャラクターソングアルバム オトギソングス BEST10』収録（2010年）
- ROLLY - 「グラマラス・ローリー~グラム歌謡を唄う」収録（2012年）
- 吉井和哉 - 「ヨジー・カズボーン〜裏切リノ街〜」収録（2015年）

## OToGi8によるカバー
OToGi8のシングルとして2010年8月11日にflying DOGから発売されたカバーバージョン。
表題曲「赤頭巾ちゃん御用心」は、テレビアニメ『オオカミさんと七人の仲間たち』のエンディングテーマとして使用されたもので、深澤秀行によりファミコン風にアレンジされており、2曲目にも別アレンジバージョンとして赤頭巾ちゃん御用心【i-pop ver.】が収録されている。3曲目の「カラフル☆DRIVE」は、中野愛子が作詞を手掛けている。

### 収録曲
1. 赤頭巾ちゃん御用心 [2:53]
作詞：杉山政美、作曲：都倉俊一、編曲：深澤秀行
テレビアニメ『オオカミさんと七人の仲間たち』エンディングテーマ
2. 赤頭巾ちゃん御用心【i-pop ver.】 [2:43]
3. カラフル☆DRIVE [3:46]
作詞：中野愛子、作曲・編曲：深澤秀行
4. 赤頭巾ちゃんご用心（カラオケ）
5. 赤頭巾ちゃん御用心【i-pop ver.】（カラオケ）
6. カラフル☆DRIVE（カラオケ）